# التشريح العصبي للذاكرة
يشمل التشريح العصبي للذاكرة مجموعة متنوعة وواسعة من البنى التشريحية في الدماغ.

## البنى القشرية

### الفص الجبهي

البنى القشرية

يقع الفصان الجبهيان في مقدمة كل نصف كرة مخية أمام الفصين الجداريين. تفصل القشرة الحركية الأولية المسؤولة عن الحركات الإرادية لأجزاء محددة من الجسم مرتبطةً مع التلفيف أمام المركزي بين الفصين الجبهي والجداري. تخدم القشرة المخية هذه قدرتنا على التخطيط لليوم، وتنظيم العمل، وكتابة الرسائل، والاهتمام بالتفاصيل والتحكم في حركات الذراعين والقدمين. يساهم الفص الجبهي أيضًا في تكوين شخصيتك وسلوكك.
فيما يتعلق بالذاكرة، يُعد الفصان الجبهيان هامين جدًا في تنسيق المعلومات. لذلك، تبرز أهميتهما في الذاكرة العاملة. على سبيل المثال، عندما تفكر في كيفية الوصول إلى مركز تجاري لم تزره من قبل، تجمع في هذه الحالة الأجزاء المختلفة للمعرفة التي تملكها بالفعل: تخطيط المدينة التي يقع فيها المركز التجاري، ومعلومات الخريطة، ومعرفة أنماط المرور في المنطقة والمحادثات مع أصدقائك بشأن موقع المركز التجاري. تستطيع في النهاية تحديد الطريق الأفضل بعد استخدام جميع هذه المعلومات بفعالية. يشمل هذا الإجراء الاستخدام المتحكم لمعلومات الذاكرة العاملة التي ينسقها الفصان الجبهيان.
يساعد الفصان الجبهيان الشخص على تحديد الذكريات الأكثر صلة في مناسبة معينة. يمكن للفص الجبهي تنسيق أنواع مختلفة من المعلومات في مسار ذاكرة مترابط. على سبيل المثال، يجب جمع معرفة المعلومات نفسها إلى جانب معرفة مصدر المعلومات في تمثيل ذاكرة واحد؛ يُدعى هذا مراقبة المصدر. نواجه في بعض الأحيان مواقف تنفصل فيها المعلومات، كتذكر شيء ما وعدم استطاعتنا تذكر من أين تذكرناه؛ يُشار إلى هذا بخطأ مراقبة المصدر.
يشارك الفصان الجبهيان أيضًا في القدرة على تذكر الأشياء الواجب علينا تنفيذها في المستقبل، ويُسمى هذا الذاكرة المستقبلية.

### الفص الصدغي
الفصان الصدغيان هما منطقة من القشرة المخية الواقعة تحت شق سيلفيوس على كل من نصفي الكرة المخية الأيمن والأيسر. يرتبط هذان الفصان بشكل وثيق مع الذاكرة وخاصة ذاكرة السيرة الذاتية.
اكتُشف مؤخرًا أن الفصين الصدغيين معنيان أيضًا بذاكرة التعرف والقدرة على تحديد عنصر ما. تتألف ذاكرة التعرف بشكل ملحوظ من مكونين، مكون الألفة (أي هل أعرف هذا الشخص الذي يلوح باتجاهي؟) ومكون التذكر (أي هذه صديقتي جوليا، من فصل علم النفس التطوري).
قد يؤثر التلف الحاصل في الفص الصدغي على الفرد بطرق عديدة متراوحة من: اضطراب الإحساس والإدراك السمعيين، واضطراب الانتباه الانتقائي للمدخلات السمعية والبصرية، واضطرابات الإدراك البصري، وتدهور تنظيم الموارد اللفظية وتصنيفها، وإعاقة فهم اللغة وتغير الشخصية.
فيما يتعلق بالذاكرة، قد ينتج عن تلف الفص الصدغي تلف الذاكرة طويلة الأمد. بالتالي، من الممكن التأثير على المعرفة الدلالية العامة أو الذكريات العرضية الشخصية لطفولة الشخص. 

### الفص الجداري
يقع الفص الجداري خلف الثلم المركزي مباشرةً أعلى الفص القذالي وخلف الفص الجبهي بمحاذاة الجزء العلوي من مؤخرة الرأس. تتكون حدود الفص الجداري من أربعة حدود تشريحية في الدماغ، ما يوفر تقسيمًا للفصوص الأربعة كلها.
يمتلك الفص الجداري عدة وظائف وواجبات في الدماغ ويمكن تقسيم وظائفه الرئيسية إلى مجالين رئيسيين: (1) الإحساس والإدراك (2) بناء نظام إحداثي مكاني من أجل تمثيل العالم من حولنا. يساعدنا الفص الجداري في توسط الانتباه عند الضرورة ويوفر الوعي المكاني والمهارات الملاحية. يعمل أيضًا على تكامل معلوماتنا الحسية كلها (اللمس، والرؤية، والألم وما إلى ذلك) من أجل تشكيل إدراك مفرد. يمنحنا الفص الجداري القدرة على تركيز انتباهنا على منبه مختلف في نفس الوقت، أظهرت فحوصات «بّي إي تي» نشاطًا عاليًا في الفص الجداري عندما طُلب من المشاركين في الدراسة تركيز انتباههم على مجالين منفصلين من الانتباه. يساعد الفص الجداري كذلك في الذاكرة اللفظية قصيرة الأمد إذ يؤدي التلف الحاصل في التلفيف فوق الهامشي إلى فقدان الذاكرة قصيرة الأمد.
يؤدي تلف الفص الجداري إلى متلازمة «الإهمال» التي يتعامل فيها المرضى مع أجزاء من جسدهم أو مع أشياء من مجالهم البصري كما لو كانت غير موجودة على الإطلاق. ينتج عن تلف الجانب الأيسر من الفص الجداري ما يُسمى بمتلازمة غريستمان. تشمل المتلازمة كلًا من الارتباك بين اليمين واليسار، وصعوبة الكتابة (أغرافيا) وصعوبة ممارسة الرياضيات (تعذر الحساب). قد ينتج عن هذا التلف اضطرابات لغوية (الحبسة) وعدم القدرة على إدراك الأشياء. يؤدي تلف الجانب الأيمن من الفص الجداري إلى إهمال جزء من الجسم أو المكان (إهمال الجانب المقابل)، ما قد يؤدي إلى تدهور العديد من مهارات الرعاية الذاتية مثل ارتداء الملابس وتنظيف النفس. قد ينتج عن تلف الجانب الأيمن أيضًا صعوبة صنع الأشياء (العمه الحركي البنائي)، وإنكار العجز (عمه العاهة) وصعوبة في القدرة على الرسم. تميل متلازمة الإهمال في حدوثها إلى الجانب الأيمن من الفص الجداري، يعود ذلك إلى توسط الجانب الأيمن الانتباه في كل من الحقلين الأيسر والأيمن. ينتج عن تلف القشرة الحسية الجسدية فقدان الأحاسيس الجسدية، أي حاسة اللمس.

### الفص القذالي
يُعد الفص القذالي أصغر الفصوص الأربعة في قشرة دماغ الإنسان، إذ يقع في الجزء الخلفي من الجمجمة ويُعتبر جزءًا من الدماغ الأمامي. يقع الفص القذالي فوق المخيخ مباشرةً وخلف التلم الجداري القذالي. يتميز الفص بكونه مركز نظام الإدراك البصري إذ تتمثل وظيفته الأولى بالبصر.
ترسل مستشعرات الشبكية في العين إشارات عبر السبيل البصري إلى النواة الركبية الوحشية. تتلقى النواة الركبية الوحشية المعلومات وترسلها إلى أسفل القشرة البصرية الأولية حيث تُنظم وتُرسل عبر أحد مسارين؛ التيار البطني أو الظهري. يكون التيار البطني مسؤولًا عن تمثيل الشيء أو التعرف عليه ويُعرف أيضًا باسم تيار «ماذا». يكون التيار الظهري مسؤولًا عن توجيه أفعالنا والتعرف على مكان وجود الشيء ويُعرف أيضًا باسم تيار «كيف» أو «أين». بمجرد تنظيم المعلومات وإرسالها عبر المسارات، تستمر لتصل مناطق الدماغ الأخرى المسؤولة عن المعالجة البصرية.
تتمثل الوظيفة الأهم للفص القذالي في البصر. لا يتعرض هذا الفص لعدد كبير من الإصابات نظرًا إلى توضعه في الجزء الخلفي من الرأس، إلا أن أي إصابة في الدماغ قد تؤدي إلى مجموعة متنوعة من الأضرار في نظام الإدراك البصري. تشمل المشاكل الشائعة في الفص القذالي كلًا من عيوب الحقل والعتمة، والتمييز الحركي واللوني، والهلوسات، والأوهام، وعدم القدرة على تمييز الكلمات وعدم القدرة على تمييز الحركة. كانت النتيجة الأكثر شيوعًا في دراسة على المرضى المصابين بأورام الفص القذالي حصول تلف في الجانب المقابل من المجال البصري. من الشائع ملاحظة تأثيرات على الجانب المقابل من الدماغ في حال وجود تلف في الجانب الآخر من الفصل القذالي. نظرًا لتخصص مناطق الدماغ في وظيفتها، يلحق التلف الحاصل في مناطق محددة من الدماغ نوعًا محددًا من الضرر. قد يؤدي تلف الجانب الأيسر من الدماغ إلى تناقضات لغوية؛ مثل صعوبة تحديد الحروف والأرقام والكلمات بالشكل الصحيح، وعدم القدرة على دمج المنبهات البصرية لفهم طرق وجود الشيء العديدة. يتسبب تلف الجانب الأيمن في مشكلات غير لفظية، مثل تحديد الأشكال الهندسية، وإدراك الوجوه والأشكال. يؤدي التلف الحاصل في الجانب الأيسر في جميع مناطق الدماغ تقريبًا إلى مشاكل لغوية عامة بينما يؤدي تلف الجانب الأيمن إلى مشاكل في الإدراك العام ومهارات حل المشكلات.